# Ил Пјано-Сан Франческо (Ливорно)
Ил Пјано-Сан Франческо је насеље у Италији у округу Ливорно, региону Тоскана.
Према процени из 2011. у насељу је живело 22 становника. Насеље се налази на надморској висини од 40 м.